# Katehol 2,3-dioksigenaza
Katehol 2,3-dioksigenaza (EC 1.13.11.2, 2,3-pirokatehaza, katehol 2,3-oksigenaza, katehol oksigenaza, metapirokatehaza, pirokatehol 2,3-dioksigenaza) je enzim sa sistematskim imenom katehol:kiseonik 2,3-oksidoreduktaza (deciklizacija). Ovaj enzim katalizuje sledeću hemijsku reakciju:
katehol + O2 {\displaystyle \rightleftharpoons } 2-hidroksimukonat semialdehid
Za rad ovog enzima neohodan je Fe(II). Enzim iz Alcaligenes sp. vrste O-1 takođe može da katalizuje reakciju: 
2,3-dihidroksibenzensulfonat + O2</sib> + H2O {\displaystyle \rightleftharpoons } 2-hidroksimukonat + bisulfit 
On se naziva 2,3-dihidroksibenzensulfonat 2,3-dioksigenaza.

## Spoljašnje veze
- Catechol+2,3-dioxygenase на 